# Denmark Open 2006
Denmark Open 2006 var den 54. udgave af badmintonturneringen Denmark Open, og afholdtes i NRGi Arena i Århus, Danmark fra den 31. oktober til 5. november 2006.

## Rækker
Der afholdes turnering i herresingle, damesingle, herredouble, damedouble og mixed double.

### Herresingle
Finale:   Chen Hong slog  Chen Yu 21/18 21/18

### Damesingle
Finale:  Jiang Yanjiao slog  Lu Lan 21/14 21/14

### Herredouble
Finale:  Lars Paaske og Jonas Rasmussen slog  Mathias Boe og Joachim Fischer 18/21 21/10 21/17

### Damedouble
Finale:  Kamila Augustyn og Nadiezda Kostiuczyk slog  Gail Emms og Donna Kellogg 22/20 21/10

### Mixed double
Finale:  Anthony Clark og Donna Kellogg slog  Thomas Laybourn og Kamilla Rytter Juhl 14/21 21/14 22/20